# Esqui cross-country nos Jogos Paralímpicos de Inverno de 2010 - 20 km masculino
A competição masculina de 20 km livre do esqui cross-country nos Jogos Paraolímpicos de Inverno de 2010 foi disputada no Parque Paraolímpico de Whistler em 15 de março, apenas nas categorias para deficientes visuais e atletas em pé.

## Medalhistas
| Medalha | Atletas em pé        | Deficientes visuais    |
| ------- | -------------------- | ---------------------- |
| Ouro    | RUS Kirill Mikhaylov | CAN Brian McKeever     |
| Prata   | NOR Nils-Erik Ulset  | RUS Nikolay Polukhin   |
| Bronze  | RUS Vladimir Kononov | BLR Vasili Shaptsiaboi |

## Agenda
| Dia         | Horário (UTC-8) | Categoria           |
| ----------- | --------------- | ------------------- |
| 15 de março | 10:00           | Atletas em pé       |
| 15 de março | 10:15           | Deficientes visuais |

## Resultados

### Atletas em pé
| Pos.              | N° | Atleta                   | Tempo     | Diferença |
| ----------------- | -- | ------------------------ | --------- | --------- |
| Medalha de ouro   | 20 | RUS Kirill Mikhaylov     | 52:07.7   |           |
| Medalha de prata  | 7  | NOR Nils-Erik Ulset      | 53:34.1   | +1:26.4   |
| Medalha de bronze | 6  | RUS Vladimir Kononov     | 53:53.4   | +1:45.7   |
| 4                 | 18 | BLR Siarhei Silchanka    | 54:51.6   | +2:43.9   |
| 5                 | 2  | RUS Rushan Minnegulov    | 54:59.8   | +2:52.1   |
| 6                 | 17 | AUT Michael Kurz         | 55:06.8   | +2:59.1   |
| 7                 | 5  | CHN Du Haitao            | 55:29.9   | +3:22.2   |
| 8                 | 16 | NOR Vegard Dahle         | 55:42.9   | +3:35.2   |
| 9                 | 11 | FRA Yannick Bourseaux    | 55:55.7   | +3:48.0   |
| 10                | 1  | GER Thomas Oelsner       | 58:02.6   | +5:54.9   |
| 11                | 19 | FIN Ilkka Tuomisto       | 58:29.6   | +6:21.9   |
| 12                | 15 | GER Tino Uhlig           | 59:00.8   | +6:53.1   |
| 13                | 12 | CHN Zou Dexin            | 59:37.4   | +7:29.7   |
| 14                | 10 | UKR Oleh Leshchyshyn     | 59:44.9   | +7:37.2   |
| 15                | 21 | UKR Grygorii Vovchynskyi | 59:50.6   | +7:42.9   |
| 16                | 8  | CHN Cheng Shishuai       | 59:52.1   | +7:44.4   |
| 17                | 4  | JPN Keiichi Sato         | 1:01:34.5 | +9:26.8   |
| 18                | 9  | AUS James Millar         | 1:02:33.5 | +10:25.8  |
| 19                | 22 | NOR Svein Lilleberg      | 1:06:33.0 | +14:25.3  |
|                   | 3  | CAN Tyler Mosher         | DNF       | -         |
|                   | 14 | RUS Alfis Makamedinov    | DNF       | -         |
|                   | 13 | CAN Mark Arendz          | DNS       | -         |

### Deficientes visuais
| Pos.              | N° | Atleta                 | Tempo     | Diferença |
| ----------------- | -- | ---------------------- | --------- | --------- |
| Medalha de ouro   | 7  | CAN Brian McKeever     | 51:14.7   |           |
| Medalha de prata  | 11 | RUS Nikolay Polukhin   | 51:55.6   | +40.9     |
| Medalha de bronze | 14 | BLR Vasili Shaptsiaboi | 52:22.5   | +1:07.8   |
| 4                 | 4  | GER Wilhelm Brem       | 52:28.9   | +1:14.2   |
| 5                 | 12 | GER Frank Höfle        | 52:38.8   | +1:24.1   |
| 6                 | 5  | FRA Thomas Clarion     | 52:39.8   | +1:25.1   |
| 7                 | 9  | UKR Oleg Munts         | 53:03.8   | +1:49.1   |
| 8                 | 6  | NOR Helge Flo          | 54:22.7   | +3:08.0   |
| 9                 | 10 | KOR Hak-Su Im          | 55:53.6   | +4:28.9   |
| 10                | 13 | RUS Valery Kupchinskiy | 57:03.8   | +5:49.1   |
| 11                | 8  | SWE Zebastian Modin    | 58:30.8   | +7:16.1   |
| 12                | 1  | FIN Rudolf Klemetti    | 1:02:35.6 | +11:20.9  |
| 13                | 3  | CAN Alexei Novikov     | 1:08:47.6 | +17:32.9  |
|                   | 2  | SWE Hakan Axelsson     | DNF       | -         |

## Legenda
| Q   | Classificado (Qualified)       |
| DNS | Não largou (Did not start)     |
| DNF | Não terminou (Did not finish)  |
| DSQ | Desclassificado (Disqualified) |